# Гоппельт, Леонард
Леона́рд Го́ппельт (нем. Leonhard Goppelt; 6 ноября 1911, Мюнхен — 21 декабря 1973, Мюнхен) — немецкий евангелический теолог и библеист.

## Биография
Родился 6 ноября 1911 года в Мюнхене.
В 1931 году получил аттестат зрелости, окончив Мюнхенскую гимназию имени Терезы.
Изучал математику и физику в Мюнхенском университете имени Людвига и Максимилиана, затем решил изучать евангелическую теологию и перевёлся сначала в Тюбингенский университет, а затем в Университет Эрлангена — Нюрнберга, где в 1935 году сдал первый экзамен по теологии, а в 1938 году — второй. В 1939 году в Университете Эрлангена — Нюрнберга под научным руководством Германа Штратмана защитил диссертацию на соискание учёной степени кандидата наук по теологии по теме «Типы. Типологическое толкование Ветхого Завета в Новом Завете» (нем. Typos. Die typologische Deutung des Alten Testaments im Neuen). В 1946 году получил хабилитацию.
В 1940—1945 годах проходил службу в Вермахте.
Был приват-доцентом в Университете Эрлангена — Нюрнберга и Гамбургском церковном университете, а также заместителем заведующего кафедрой Гёттингенского университета имени Георга Августа. В 1954 году стал профессором Нового Завета в Гамбургском университете. В 1967 году перешёл в Мюнхенский университет имени Людвига и Максимилиана, где стал деканом-основателем факультета евангелической теологии.
Был женат на внучке теолога Адольфа Шлаттера, в браке с которой у него родились две дочери.

## Отзывы
Теолог Юрген Ролофф отметил следующее про Гоппельта: «Пользуясь зарядом эрлангенской лютеранской теологии (Иоганн фон Гофманн), которая воспитала его, он попытался найти плодотворный синтез историко-критического метода и церковной традиции толкования. Что было важно, так это его понимание истории спасения, которое он основывал на типологической взаимосвязи между Ветхим Заветом и Новым Заветом вслед за Герхардом фон Радом».

## Научные труды
- Typos. Die typologische Deutung des Alten Testaments im Neuen. — Gütersloh: Bertelsmann, 1939. Переиздание: Darmstadt: Wissenschaftliche Buchgesellschaft[нем.], 1990. ISBN 3534052730.
- Christentum und Judentum im ersten und zweiten Jahrhundert. Ein Aufriss der Urgeschichte der Kirche. — Gütersloh: Bertelsmann, 1954 (= Beiträge zur Förderung christlicher Theologie, Band 55).
- Die apostolische und nachapostolische Zeit. Berlin: Evangelische Verlags-Anstalt, 1965.
- Christologie und Ethik. Aufsätze zum Neuen Testament. — Göttingen: Vandenhoeck & Ruprecht, 1985.
- Theologie des Neuen Testaments. Hrsg. von Jürgen Roloff[нем.]. / 3., unveränd. Aufl. — Göttingen: Vandenhoeck & Ruprecht, 1986 (= Uni-Taschenbücher 850).
  - Erster Teil: Jesu Wirken in seiner theologischen Bedeutung. — Göttingen: Vandenhoeck & Ruprecht, 1975 (S. 1–312), ISBN 3-525-52144-8.
  - Zweiter Teil: Vielfalt und Einheit des apostolischen Christuszeugnisses. — Göttingen: Vandenhoeck & Ruprecht, 1976 (S. 315–669).